# Stadio Giglio
Mapei Stadium - Città del Tricolore, známý především jako Stadio Giglio je víceúčelový stadion ve městě Reggio Emilia. Jeho stavba začala v srpnu 1994 a dokončen byl již v dubnu 1995. Hrají se zde fotbalové i ragbyové zápasy.
Od roku 2013 je majitelem společnost Mapei, vlastník a hlavní sponzor Sassuola. Evropské poháry zde hrály i fotbalisté Atalanty. V sezoně 2015/16 se zde hrálo finále ligy mistrů UEFA žen. Finále se zde hrálo i Supercoppa italiana 2020 a Coppa Italia 2020/2021. Kapacita stadionu, která nemá atletickou dráhu je 21 525 diváků.
Italská fotbalová reprezentace zde 15. listopadu 2020 odehrálo utkání proti Polsku (2:0).